# Stipa scabra
Stipa scabra là một loài thực vật có hoa trong họ Hòa thảo. Loài này được Lindl. miêu tả khoa học đầu tiên năm 1848.